# Список умерших в 1010 году
В этой статье представлен список известных людей, умерших в 1010 году.
См. также: Категория:Умершие в 1010 году

## Январь
- 16 января — Берта Бургундская — королева Франции в 997—1001, жена Роберта II Благочестивого

## Март
- 16 марта — Григорий Макар — епископ никопольский, позднее отшельник во Франции, святой христианской церкви[1][2].

## Май
- 3 мая — Ансфрид Утрехтский[англ.] — епископ Утрехта с 995 года, святой.

## Июль
- Арсений I — греческий патриарх Александрии (1000—1010), святой православной церкви

## Сентябрь
- 29 сентября — Салла — епископ Уржеля (с 981), первый уржельский правитель Андорры (с 988 года)

## Дата неизвестна или требует уточнения
- Абу Сахл Масихи — персидский математик.
- Аиша[англ.] — арабская поэтесса, дочь Ибн Хазма
- Бруно I — граф Дерлингау, первый граф Брауншвейга
- Виджаянанди[англ.] — индийский математик
- Давид — последний князь Кахетии с 976 года (последующие правители Кахетии именовались царями)
- Иоанн Куркуас[англ.] — представитель семьи Куркуасов, византийский катепан Италии с 1008 года
- Катал V[англ.] — король Коннахта с 973 года.
- Мухаммад II — Халиф Клордовы 1009, 1010
- Самуэл Камрджадзореци — армянский богослов и музыкант.
- Эдла — наложница шведского короля Олафа Шётконунга, мать короля Эмунда.
- Элистан Достопамятный — правитель Биэлта (до 1010).
- Эрменгол I Кордовец — граф Урхеля с 992 года, основатель первой Урхельской династии